# Пам'ятник старшинам Армії УНР — уродженцям Києва
Пам'ятник «Старшинам Армії УНР — уродженцям міста Києва» — меморіальний монумент на подвір'ї храму ікони Божої Матері «Неопалима Купина» ПЦУ у столичному мікрорайоні Оболонь. Встановлений 28 травня 2011 року. Перший монумент у Києві, який присвячений воїнам Армії Української Народної Республіки.

## Створення пам'ятника
Ідея створення пам'ятника належить благодійній ініціативі «Героїка». Місце для встановлення пам'ятника було визначено на території, що належить храму ікони Божої Матері «Неопалима Купина» УПЦ КП, в мальовничому місці неподалік від озер Опечень. Настоятель храму отець Віктор Мілейко дав дозвіл на будівництво пам'ятника на території релігійної громади, розробив ескіз монумента.
Між створенням проекту пам'ятника і завершенням його будівництва минув один рік. Загальний кошторис проекту склав 12 000 гривень. Практично всі необхідні для будівництва кошти зібрала громада храму. Решту коштів, якої бракувало, надала благодійна ініціатива "Героїка".

## Опис
Пам'ятник являє собою збільшену копію ордена «Хрест Симона Петлюри». Нагороду було затверджено 1932 року Урядом УНР у вигнанні. Право на відзнаку мав «кожен вояк Армії УНР та повстанських відділів, який брав участь у збройній боротьбі за визволення України».
Більш ніж двометровий «Хрест Симона Петлюри», виготовлений з бетону, встановлений на постаменті викладеному з гранітного каміння і на якому з чотирьох сторін світу закріплені меморіальні дошки з іменами 34 старшин Армії УНР та Української Держави, які були уродженцями Києва (імена яких вдалося встановити історикам). Меморіальні дошки виготовлені з каменю габро. В темну пору доби монумент підсвічується.

## Відкриття
28 травня 2011 року у мікрорайоні Оболонь відкрили пам'ятник «Старшинам Армії УНР — уродженцям міста Києва». Це перший монумент у столиці, який присвячений воїнам Армії Української Народної Республіки. Захід почався з панахиди за полеглими воїнами Армії УНР, яку відправив настоятель храму о. Віктор Мілейко. Далі був невеличкий мітинг, який відкрив молодий громадський активіст Павло Подобєд. Він розповів біографії багатьох старшин Армії УНР, імена яких викарбувані на пам'ятнику. Більшість із них були колишніми офіцерами Російської імператорської армії. Частина загинула, частина емігрувала, деякі повернулися з еміграції і були репресовані радянськими органами ГПУ-НКВС. Виступили також історик Андрій Руккас (нащадок сотника Армії УНР Митрофана Трублаєвича, який служив у етапному курені Третьої Залізної дивізії) та Олесь Гриб від Всеукраїнського об'єднання ветеранів. Далі почалася музична частина. На честь воїнів Армії УНР співав церковний хор парафії «Неопалима купина», хор «Гомін», виступили бандурист Ярослав Джусь (півфіналіст шоу «Україна має талант») та кобзар Тарас Компаніченко зі стрілецькими піснями.

## Присвята
Пам'ятник присвячений 34 старшинам Армії УНР та Української Держави, які були уродженцями Києва (імена яких вдалося встановити історикам).
- Білан Микола Іванович

- Блощаневич Микола Григорович

- Вишняков Всеволод Володимирович

- Галкін Олексій Семенович

- Гемпель Омелян Олександрович

- Григорович-Барський Павло Павлович

- Дзюбенко Юрко Олексійович

- Єщенко Микола Дмитрович

- Жлудкін (Гай-Гаєвський) Олекса Іванович

- Журахів Сергій Іванович

- Крижанівський Марко Михайлович

- Крилів Олександр Степанович

- Лимаренко-Римаренко Олександр Кіндратович

- Мазарюк Сергій Пилипович

- Марущенко (Марущенко-Богдановський) Андріан Федорович

- Мєшковський (Мєшківський) Євген Васильович

- Морозов Сергій Павлович

- Насонів Валентин Миколайович

- Панкєєв Микола Петрович

- Переверзів Дмитро Петрович

- Петрів Всеволод Миколайович

- Рибачук Микола

- Садовський Михайло Вікентійович

- Сікевич Володимир Васильович

- Сухенко Василь Іванович

- Ткачук Михайло Герасимович

- Третьяків Володимир Іванович

- Троцький Ігор Васильович

- Ходорович Микола Олександрович

- Ціоха Іван Григорович

- Шулаїв Михайло Мусійович

- Яворський Валентин Іванович

- Якубовський Антін Павлович

- Ясько Анастас Стефанович